# Laura Lindemann
Laura Lindemann (* 26. Juni 1996 in Berlin) ist eine deutsche Triathletin.
Sie nahm dreimal an Olympischen Spielen teil (2016, 2020, 2024), ist Olympiasiegerin bei den Olympischen Sommerspielen 2024 in der Mixed-Staffel, zudem fünffache Deutsche Meisterin über die Triathlon-Sprintdistanz, Junioreneuropameisterin (2014, 2015), zweifache Junioren-Weltmeisterin (2014, 2015), U23-Weltmeisterin (2016), zweifache Europameisterin auf der Triathlon-Sprintdistanz (2017, 2021). Sie ist Sportsoldatin der Bundeswehr, derzeit (2024) im Dienstgrad Unteroffizier.

## Werdegang
Laura Lindemann trainierte als Kind zunächst bei den Wasserfreunden Spandau 04 und wechselte aufgrund der Empfehlung einer Vereinskollegin zur Eliteschule des Sports in Potsdam. Seither war sie im Potsdamer Schwimmverein aktiv und ihre Spezialdisziplin war das Brustschwimmen. Nachdem sie in dieser Disziplin nach Ansicht ihres Trainers ihre Leistungsgrenze erreicht hatte, wechselte sie 2012 auf dessen Empfehlung zum Triathlon.
Bereits im darauf folgenden Jahr wurde sie 2013 Triathlon-Vizeeuropameisterin bei den Junioren (18–19 Jahre) und Dritte bei der Weltmeisterschaft.

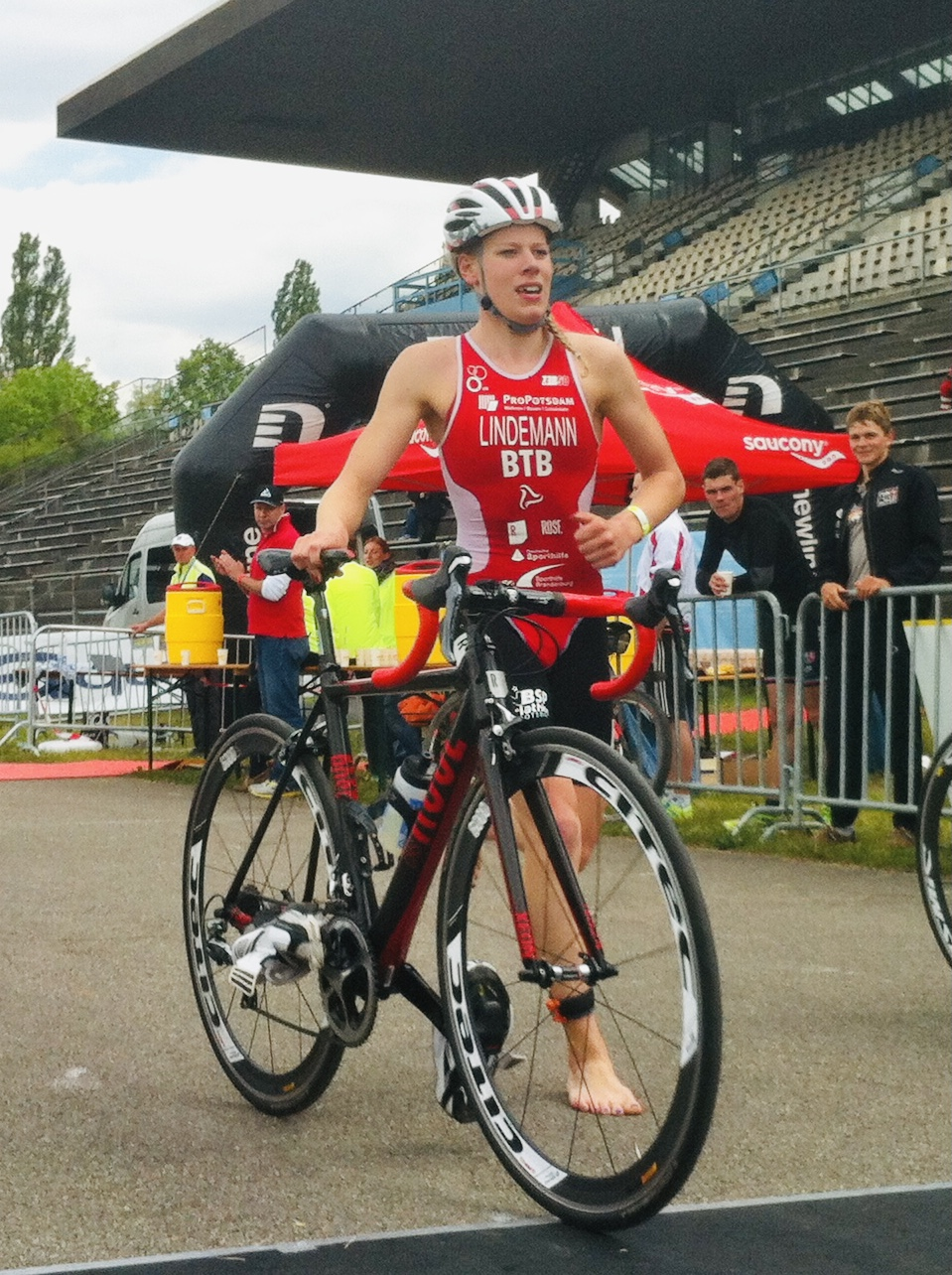
Laura Lindemann in München, 2014

### Junioreneuropameisterin Triathlon 2014
Im Juni 2014 wurde Laura Lindemann Triathlon-Europameisterin. Im selben Monat gewann sie bei der Triathlon-EM im österreichischen Kitzbühel den Teamsprint mit dem deutschen Team (mit Lena Meißner, Valentin Wernz und Lasse Lührs) und wurde ebenso Junioreneuropameister.

### Juniorenweltmeisterin Triathlon 2014
Im August in Kanada wurde sie in der Einzelwertung Juniorenweltmeisterin, im Team-Relay gemeinsam mit ihrem Vereinskollegen Lasse Lührs sowie Anna Schmidt und Lasse Nygaard-Priester belegte sie den vierten Platz.
Im Juni 2015 gewann sie in Düsseldorf den DM-Titel der Elite und U23, im Juli verteidigte sie bei den Juniorinnen in Genf ihren Titel der Junioreneuropameisterin. Im Juli in Hamburg gelang ihr vor rund 150.000 Zuschauern an der Strecke mit Platz sieben als beste deutsche Starterin ihre bisher beste Platzierung bei einem ITU World Cup. Bei den Weltmeisterschaften im Mixed Relay wechselte Laura Lindemann auf Platz zwei liegend an ihren Teamkollegen Justus Nieschlag, nur eine 10-sekündige Zeitstrafe, weil sich der Helm der zweiten Frau im Team, Rebecca Robisch, wieder geöffnet hatte, verhinderte eine Podestplatzierung. DTU-Cheftrainer Ralf Ebli sieht Laura Lindemann als Ausnahmetalent, der Olympiasieger von Peking 2008, Jan Frodeno, äußerte im Rahmen der WM „Sie ist eine Hoffnung für die Zukunft“.
Laura Lindemann war Mitglied des C-Kaders (Junioren) der Deutschen Triathlon Union (DTU). Sie startet in der Triathlon-Bundesliga für den Verein Triathlon Potsdam. In der französischen Meisterschaftsserie Grand Prix de Triathlon startete sie in der Saison 2015 für E. C. Sartrouville. Seit 2012 wird sie am Olympiastützpunkt Potsdam von Ron Schmidt trainiert.

Laura Lindemann war Schülerin an der Sportschule Potsdam „Friedrich Ludwig Jahn“ und nutzte dort die Möglichkeiten des additiven Abiturs. Durch diese Schulzeitstreckung erhoffte sie sich die notwendige Trainingszeit für eine Vorbereitung auf die Olympischen Spiele 2016 in Rio de Janeiro zu ermöglichen, ihr Abitur plante sie 2017 abzuschließen.
2014 wurde Laura Lindemann vom DOSB als Eliteschülerin des Jahres ausgezeichnet. In der Triathlon-Weltmeisterschafts-Rennserie 2015 belegte sie als viertbeste Deutsche den 24. Rang. Im November 2015 wurde sie als Juniorsportler des Jahres ausgezeichnet.
Im zweijährigen Qualifikationszeitraum für einen Startplatz bei den Olympischen Sommerspielen 2016 erreichte Laura Lindemann mit Platz 65 die sechstbeste Platzierung der deutschen Athletinnen auf der ITU-Olympiaqualifikationsliste, verfehlte auch die von DTU und DOSB vereinbarten sportlichen Qualifikationskriterien. Aus teamtaktischen Gründen wurde Lindemann als eine der besten Schwimmerinnen in Nationalkader trotzdem von der DTU für einen Start neben Anne Haug am 20. August in Rio de Janeiro vorgeschlagen, am 12. Juli 2016 lehnte der DOSB ihre Teilnahme ab, zwei der drei Startplätze bei den Frauen, für die die Athleten der DTU die internationalen Qualifikationskriterien erfüllt hatten, sollten unbesetzt bleiben. Am 19. Juli gab der DOSB bekannt, aufgrund einer Entscheidung des Landgerichts Frankfurt Lindemann doch zu nominieren. Zwei Tage zuvor hatte Lindemann beim WM-Rennen in Hamburg den neunten Platz belegt und bei der Weltmeisterschaft im Mixed Relay die Bronzemedaille gewonnen. Sie belegte als beste Deutsche in Rio de Janeiro den 28. Rang.

### U23-Weltmeisterin Triathlon 2016
Im September 2016 wurde sie in Mexiko U23-Weltmeisterin auf der olympischen Kurzdistanz.
2017 startet sie im B-Kader der DTU. Im Juni 2017 wurde sie in Düsseldorf Europameisterin auf der Sprintdistanz in der Elite-Klasse. Die damals 21-Jährige holte sich in Hamburg im Juli mit dem dritten Rang ihr erstes Podium in einem Rennen der Weltmeisterschaftsserie.
Im Juli 2018 wurde sie in Düsseldorf zum dritten Mal Deutsche Meisterin auf der Triathlon Sprintdistanz. In der ITU-Weltmeisterschaftsrennserie 2018 belegte die damals 22-Jährige am 15. September nach dem letzten Rennen (vierter Rang) in Gold Coast (Australien) als beste Deutsche den neunten Rang.
Im Juli 2019 wurde sie Vizeweltmeisterin Triathlon zusammen mit Nina Eim, Valentin Wernz und Justus Nieschlag im Team.
Im September 2020 wurde die damals 24-Jährige in Hamburg Dritte bei der Weltmeisterschaft – die Rennserie der ITU war im Zuge der Coronavirus-Pandemie auf ein einziges, entscheidendes Rennen über die Sprintdistanz reduziert worden.
Im Juni 2021 wurde sie in Kitzbühel nach 2017 zum zweiten Mal ETU-Europameisterin auf der Triathlon-Sprintdistanz. Laura Lindemann wurde nominiert für einen Startplatz bei den Olympischen Sommerspielen 2020 am 27. Juli 2021 – zusammen mit Anabel Knoll, Justus Nieschlag und Jonas Schomburg. Sie belegte in Tokio als beste Deutsche den achten Rang.

### Vizeeuropameisterin Triathlon 2022
2022 wurde die 26-Jährige im August in München Vizeeuropameisterin auf der Kurzdistanz und in der gemischten Staffel holte sie mit Valentin Wernz, Simon Henseleit und Nina Eim wie im Vorjahr wieder Silber nach Deutschland. Bei der Weltmeisterschafts-Rennserie 2022 belegte Laura Lindemann als beste Deutsche den achten Rang.

### Olympische Sommerspiele 2024
Im August 2023 qualifizierte sie sich in Paris für einen Startplatz bei den Olympischen Sommerspielen 2024 und belegte im Juli 2024 als beste Deutsche den achten Rang. In der gemischten Staffel holte sie zusammen mit Tim Hellwig, Lisa Tertsch und Lasse Lührs die Goldmedaille für Deutschland. Für diesen Erfolg wurden sie und ihr Team am 4. November 2024 vom Bundespräsidenten mir dem Silbernen Lorbeerblatt ausgezeichnet. Bei der Schlussfeier der Olympischen Sommerspiele 2024 in Paris trug Laura Lindemann gemeinsam mit dem Kanuten Max Rendschmidt die deutsche Fahne.
Im Februar 2025 wurde die 28-Jährige Dritte auf der Sprintdistanz im erste Rennen der neuen WM-Saison in Abu Dhabi – hinter Lisa Tertsch und Nina Eim.

## Auszeichnungen
- 3. Platz „Eliteschüler des Sports“ 2014
- Vom Internationalen Triathlon-Verband ITU (International Triathlon Union) wurde Laura Lindemann im Dezember 2016 als beste Nachwuchs-Athletin des Jahres („Biggest Women’s Rising Star 2016“) ausgezeichnet.[28]
- Im November 2020 wurde Laura Lindemann zusammen mit Jan Frodeno und Dirk Leonhardt als „Sportler des Jahres“ nominiert.[29]
- Für den Gewinn der Goldmedaille in Paris wurde sie zusammen mit Lisa Tertsch, Tim Hellwig und Lasse Lührs am 4. November 2024 vom Bundespräsident Frank-Walter Steinmeier mit dem Silbernen Lorbeerblatt ausgezeichnet.[30][31]

## Sportliche Erfolge
| Datum0        | Rang | Wettbewerb                                           | Austragungsort | Zeit     | Bemerkung |
| ------------- | ---- | ---------------------------------------------------- | -------------- | -------- | --- |
| 22. März 2025 | 2    | ITU Indoor Triathlon World Cup                       | Liévin         | 00:10:25 | hinter der Französin Cassandre Beaugrand                                                                                            |
| 15. Feb. 2025 | 3    | ITU World Championship Series 2025                   | Abu Dhabi      | 00:54:31 | |
| 5. Aug. 2024  | 1    | Olympische Sommerspiele 2024, Mixed Relay            | Paris          | 01:25:39 | in der gemischten Staffel mit Tim Hellwig, Lisa Tertsch und Lasse Lührs                                                             |
| 31. Juli 2024 | 8    | Olympische Sommerspiele 2024                         | Paris          | 01:57:01 | |
| 11. Mai 2024  | 9    | ITU World Championship Series 2024                   | Yokohama       | 01:54:00 | als beste Deutsche |
| 30. März 2024 | 1    | ITU World Triathlon Indoor Cup                       | Lievin         | 00:10:19 | 150 m Schwimmen, 3 km Radfahren und 1000 m Laufen                                                                                   |
| 24. Sep. 2023 | 28   | ITU World Championship Series 2023                   | Pontevedra     | 01:56:41 | |
| 6. Nov. 2022  | 4    | ITU World Championship Series 2022                   | Bermuda        | 02:04:00 | |
| 14. Aug. 2022 | 2    | ETU Triathlon European Championship Mixed Relay      | München        | 01:26:03 | Europameisterschaft; gemischte Staffel; mit Valentin Wernz, Simon Henseleit und Nina Eim                                            |
| 12. Aug. 2022 | 2    | ETU Triathlon European Championship                  | München        | 01:52:19 | Europameisterschaft auf der olympischen Distanz                                                                                     |
| 26. Juni 2022 | 1    | DTU Deutsche Meisterschaft Triathlon Sprintdistanz   | Berlin         | 00:57:03 | |
| 11. Juni 2022 | 6    | ITU World Championship Series 2022                   | Leeds          | 00:59:39 | |
| 19. Sep. 2021 | 1    | ITU World Championship Series 2021 Mixed Relay       | Hamburg        | 01:21:39 | in der Staffel mit Lasse Nygaard-Priester, Marlene Gomez-Islinger und Tim Hellwig                                                   |
| 18. Sep. 2021 | 1    | ITU World Championship Series 2021                   | Hamburg        | 00:58:17 | |
| 31. Juli 2021 | 6    | Olympische Sommerspiele 2020 Staffel                 | Tokio          | 00:21:15 | in der gemischten Staffel mit Jonas Schomburg und Anabel Knoll und Justus Nieschlag                                                 |
| 27. Juli 2021 | 8    | Olympische Sommerspiele 2020                         | Tokio          | 01:58:24 | |
| 19. Juni 2021 | 2    | ETU Triathlon European Championship Mixed Relay      | Kitzbühel      |          | Vizeeuropameisterin Triathlon Sprintdistanz in der gemischten Staffel mit Lasse Lührs, Lisa Tertsch und Jonas Breinlinger           |
| 19. Juni 2021 | 1    | ETU Sprint Distance Triathlon European Championships | Kitzbühel      | 00:35:21 | ETU-Europameisterin Triathlon Sprintdistanz                                                                                         |
| 13. Sep. 2020 | 6    | ITU Triathlon World Cup                              | Karlsbad       | 02:08:32 | hinter Flora Duffy |
| 5. Sep. 2020  | 3    | ITU World Championship Series 2020                   | Hamburg        | 00:54:39 | Weltmeisterschaft |
| 7. Sep. 2019  | 1    | ITU Triathlon World Cup                              | Banyoles       | 00:55:38 | |
| 15. Aug. 2019 | 6    | ITU World Triathlon Olympic Qualification Event      | Tokyo          | 01:41:27 | |
| 3. Aug. 2019  | 1    | DTU Deutsche Meisterschaft Triathlon Sprintdistanz   | Berlin         | 00:59:19 | Deutsche Meisterin Sprintdistanz |
| 12. Mai 2019  | 1    | ITU Triathlon World Cup                              | Chengdu        | 00:31:18 | |
| 8. März 2019  | 11   | ITU World Championship Series 2019                   | Abu Dhabi      | 00:57:00 | erstes Rennen der Saison |
| 15. Sep. 2018 | 4    | ITU World Championship Series 2018                   | Gold Coast     | 01:52:53 | |
| 9. Aug. 2018  | 4    | ETU Triathlon European Championships                 | Glasgow        | 02:01:42 | Europameisterschaft auf der olympischen Kurzdistanz                                                                                 |
| 1. Juli 2018  | 1    | DTU Deutsche Meisterschaft Triathlon Sprintdistanz   | Düsseldorf     | 01:02:31 | Deutsche Meisterin Sprintdistanz beim T3-Triathlon                                                                                  |
| 10. Juni 2018 | 2    | ITU World Championship Series 2018                   | Hamburg        | 00:58:36 | |
| 12. Mai 2018  | 10   | ITU World Championship Series 2018                   | Yokohama       | 01:56:05 | |
| 20. Aug. 2017 | 1    | DTU Deutsche Meisterschaft Triathlon Sprintdistanz   | Grimma         | 01:04:14 | Deutsche Meisterin Triathlon-Sprintdistanz                                                                                          |
| 15. Juli 2017 | 3    | ITU World Championship Series 2017                   | Hamburg        | 00:59:41 | [ 32 ] |
| 24. Juni 2017 | 1    | ETU Sprint Distance Triathlon European Championships | Düsseldorf     | 00:57:33 | Europameisterin auf der Sprintdistanz beim T3 Triathlon                                                                             |
| 7. Mai 2017   | 2    | ITU Triathlon World Cup                              | Chengdu        | 00:29:40 | Zweite hinter Non Stanford |
| 15. Sep. 2016 | 1    | ITU Triathlon World Championship U23                 | Cozumel        | 01:59:18 | U23-Weltmeisterin auf der olympischen Kurzdistanz (1,5 km Schwimmen, 40 km Radfahren und 10 km Laufen)                              |
| 20. Aug. 2016 | 28   | Olympische Sommerspiele 2016                         | Rio de Janeiro | 02:01:52 | |
| 17. Juli 2016 | 3    | ITU Sprint Triathlon World Championship Mixed Relay  | Hamburg        | 00:20:17 | Team-Weltmeisterschaft – zusammen mit Hanna Philippin, Jonathan Zipf und Gregor Buchholz                                            |
| 16. Juli 2016 | 9    | ITU World Championship Series 2016                   | Hamburg        | 00:58:06 | |
| 18. Sep. 2015 | 1    | ITU Triathlon World Championship Junior Women        | Chicago        | 00:57:28 | Juniorenweltmeisterin |
| 5. Sep. 2015  | 14   | ITU World Championship Series 2015                   | Edmonton       | 01:00:29 | |
| 18. Juli 2015 | 7    | ITU World Championship Series 2015                   | Hamburg        | 00:57:48 | |
| 11. Juli 2015 | 1    | ETU Triathlon European Championship Junior Women     | Genf           | 01:04:06 | Triathlon-Europameisterin Junioren                                                                                                  |
| 28. Juni 2015 | 1    | DTU Deutsche Meisterschaft Triathlon Sprintdistanz   | Düsseldorf     | 00:58:49 | Deutsche Triathlon-Meisterschaft auf der Sprintdistanz (0,75 km Schwimmen, 20 km Radfahren und 5 km Laufen)                         |
| 25. Apr. 2015 | 17   | ITU World Championship Series 2015                   | Kapstadt       | 01:51:08 | |
| 7. März 2015  | 13   | ITU World Championship Series 2015                   | Abu Dhabi      | 00:59:55 | im ersten Rennen der Saison auf der Sprintdistanz nur 56 Sekunden hinter der Siegerin, der US-Amerikanerin Gwen Jorgensen           |
| 6. Sep. 2014  | 4    | DTU Deutsche Meisterschaft Triathlon U23             | Hannover       | 01:02:49 | Deutsche Triathlon-Meisterschaft auf der Sprintdistanz (0,75 km Schwimmen, 20 km Radfahren und 5 km Laufen) beim Maschsee-Triathlon |
| 29. Aug. 2014 | 1    | ITU Triathlon World Championship Junior Women        | Edmonton       | 01:02:35 | Juniorenweltmeisterin (750 m Schwimmen, 20,9 km Radfahren und 5,4 km Laufen)                                                        |
| 20. Juli 2014 | 1    | DTU Deutsche Meisterschaft Triathlon Junioren        | Grimma         | 01:05:10 | Deutsche Juniorenmeisterin Triathlon                                                                                                |
| 6. Juli 2014  | 3    | T3 Triathlon                                         | Düsseldorf     | 00:59:49 | auf der Sprintdistanz (0,75 km Schwimmen, 20 km Radfahren und 5 km Laufen)                                                          |
| 20. Juni 2014 | 1    | ETU Triathlon European Championship Junior Women     | Kitzbühel      | 01:03:14 | Triathlon-Europameisterin Junioren                                                                                                  |
| 11. Sep. 2013 | 3    | ITU Triathlon World Championship Junior Women        | London         | 00:57:34 | Juniorenweltmeisterschaft |
| 31. Aug. 2013 | 6    | DTU Deutsche Meisterschaft Triathlon Sprintdistanz   | Hannover       | 01:03:46 | Deutsche Triathlon-Meisterschaft auf der Sprintdistanz, hinter der Siegerin Anne Haug                                               |
| 14. Juni 2013 | 2    | ETU Triathlon European Championship Junior Women     | Alanya         | 00:59:03 | Triathlon-Vizeeuropameisterin bei den Junioren                                                                                      |
| 28. Apr. 2013 | 1    | ETU Triathlon Junior European Cup                    | Antalya        | 01:01:21 | |

| Datum0        | Rang | Wettbewerb                     | Austragungsort | Zeit        | Bemerkung            |
| ------------- | ---- | ------------------------------ | -------------- | ----------- | -------------------- |
| 21. Feb. 2021 | 2    | Deutsche Hallenmeisterschaften | Dortmund       | 8:57,82 min | Zweite über 3000 m   |
| 2. Feb. 2021  | 1    | Erfurt Indoor                  | Erfurt         | 9:14,67 min | Siegerin über 3000 m |
| 31. Dez. 2016 | 1    | Silvesterlauf Potsdam          | Potsdam        |             | Siegerin über 7,3 km |